# 哈蒙德 (紐約州村)
哈蒙德（英語：Hammond）是位於美國紐約州聖羅倫斯縣的村。

## 人口
根據2020年美國人口普查的數據，哈蒙德的面積為1.52平方千米，皆為陸地。當地共有人口273人，而人口密度為每平方千米180人。